# Apol·lònides de Càrdia
Apol·lònides de Càrdia (en llatí Apollonides, en grec Ἀπολλωνίδης), fou un macedoni que va rebre del rei Filip II de Macedònia el territori del Quersonès com a domini privat. Després fou ambaixador davant de Caridem enviat per Filip, segons Demòstenes.